# Вулиця Симона Петлюри (Черкаси)
Ву́лиця Симона Петлюри — вулиця в Черкасах.

## Розташування
Вулиця починається від перехрестя автошляху Черкаси-Золотоноша та вулиці Лісової, простягається на південний схід до вулиці Праведниці Шулежко. Далі вулиця трохи (40 м) зміщується на захід і продовжується до вулиці Михайла Грушевського.

## Опис
Вулиця вузька, асфальтована.

## Походження назви
В 1956—1972 роках називалась Українською. В 1972 році було приєднано провулок Червоноармійський. Носила назву на честь видатного організатора партизанського руху на Черкащині Петра Василини.
22 грудня 2022 року вулицю Василини перейменовано на вулицю Симона Петлюри.